# Lomandra brittanii
Lomandra brittanii là một loài thực vật có hoa trong họ Măng tây. Loài này được T.S.Choo mô tả khoa học đầu tiên năm 1984.